# Benque-Dessous-et-Dessus
Benque-Dessous-et-Dessus è un comune francese di 23 abitanti situato nel dipartimento dell'Alta Garonna nella regione dell'Occitania.

## Società

### Evoluzione demografica
Abitanti censiti